# 森村酉三
森村 酉三（もりむら とりぞう、1897年（明治30年）6月12日 - 1949年（昭和24年）7月9日）は、日本の鋳金工芸家、彫刻家。高崎白衣大観音像の原型制作者として知られる。群馬県出身。

## 経歴
生い立ちから東京美術学校卒業まで
1897年、群馬県佐波郡宮郷村上連取（「つなとり」と読む。現在の伊勢崎市連取町）の名家に生まれる。酉三の名は酉年（同年は丁酉）に生まれたことにちなむ。幼い頃からさかんに粘土細工を作るなどしていたという。1910年、前橋中学校に入学するも2年後に校長排斥運動（ストライキ）を起こして退学処分を受ける。兄らの奔走により当時県議でのちの衆議院議員・今井今助の推薦を得るなどして同県沼田中学校に再入学することができ、1917年春に同校を卒業。一年後に上京して東京美術学校工芸部鋳金科に入学、香取秀真や津田信夫に師事する。1923年3月に同校を卒業。卒業制作は『経筒中子付』（学校買い上げ）。
高崎観音山再開発と井上保三郎
美術学校卒業後の森村は池袋にアトリエを構え、本格的に創作活動を始める。郷土（群馬）の偉人の胸像の制作、一方で多くは動物をモチーフにした作品で帝展に連続入選するなど少しずつ美術界での地歩を固めていた森村のもとに、1929年、高崎市に本社を置く井上工業の社長井上保三郎らが訪れる。「近代高崎建設の最大の功労者」 と言われ衆議院議員や初代高崎市長も務めた政治家・矢島八郎（1850～1921）の銅像制作の依頼であった。翌年完成させた銅像は市内を見下ろす観音山の山頂に設置された（森村の制作したこの像は戦時中に供出され、現在は当時の台座の上に分部順治によって制作された矢島の像が建っている）。2年後、再び井上保三郎が訪れる。井上はパリをモデルに観音山を近代的に再開発したいと考えており。、その構想の中心的存在として前記矢島の像とともに「無名の国家功労者」への弔いの意も兼ねて、大観音像を建立してそれを据えたいと考えていた。井上はその原型制作を森村に依頼しに来たのであった。
井上は「私はセメント会社を経営していてコンクリートが豊富にある。これを何かに活かしたい。ついては私は観音様を信仰しており、あなたの手で立派な観音様をつくってもらいたい」と語りかけ、井上の熱意に打たれた森村は無料で制作することを約束したという。
こうして1934年に原型を完成させ、翌年に工事が着工、翌々年（1936年）竣工し同年10月開眼供養が行われた。当時としては世界最大の観音像であった。
その後
その後も官展に出品を続け、1942年に無鑑査になる。1944年に郷里宮郷村に疎開したのちは群馬美術協会の創設に尽力した。1949年、肝臓がんにより死去。満52歳没。

## 作品
既に記したものを除く。戦時中の供出や、GHQからの撤去命令執行などにより、現存しないものも多い。
- 『鋳銅鳳凰香炉』
- 『ペリカン銀香炉』
- 『北洋の雄（鋳銅膃肭置物）』
- 『東宮鉄男大佐胸像』
- 『新田義貞像』
- 沼田中の『五常の鐘』
- レリーフ『高山彦九郎と小栗上野介忠順』
- 『鋳銅鯰置物』（遺作）　　　　　　など

## エピソード
- 酒もタバコものまず、作品づくりに精進したという[4]。
- 一方いったん趣味にのめり込んでしまうと本格的で、特に登山とスキー、菊づくりには惜しげもなく時間を費やしたという[5]。
- 日本画家の磯部草丘、洋画家の横堀角次郎は前橋中学時代の同級生であり、ともに前述群馬美術協会の創設に尽力した。
- 池袋時代江戸川乱歩とは隣同士の関係だった。乱歩の自伝的回想録（『探偵小説四十年』）にも森村夫妻が登場する。
- 第64・65代内閣総理大臣・田中角栄は「完成した白衣大観音の原型を（池袋の）森村のアトリエから（自転車で日本橋の）井上工業東京支店まで運んだのは自分だ」と言って憚らなかったという。真偽のほどは不明だが、大観音建立のプロジェクトが進行中の一時期、田中が井上工業（東京支店）に在籍していたことは事実である。一方森村の妻であった寿々は、森村の死後、洋画家田中佐一郎と再婚したのちも、”角福戦争”の相手、観音山の地元高崎（正確には旧金古町）出身の福田赳夫と終生交流があったという。ちなみに高崎は中曽根康弘の地元でもあり、大観音の周辺で”福中”ならぬ”角福中”が交錯していたということになる。